# Jorge de Beláustegui
Jorge Humberto de Beláustegui (Provincia de Catamarca, 11 de abril de 1951) es un político y ex diplomático argentino. Se desempeñó como embajador en Honduras, Egipto y Grecia.

## Biografía
Estudió ingeniería en la Pontificia Universidad Católica Argentina Santa María de los Buenos Aires, graduándose en 1972.
En 1984 trabajó en el Sistema Nacional de Información en Ciencias Agropecuarias (SNICA). En 1985 fue director del Banco de la Provincia de Catamarca y dirigió la Asociación de Bancos Públicos y Privados de la República Argentina.[cita requerida]
De 1987 a 1989 fue embajador en Honduras, bajo la presidencia de Raúl Alfonsín. Durante la presidencia de Carlos Menem, entre 1990 y 1994 fue embajador en Egipto, y de 1994 a 1995, en Grecia. Luego fue titular del Programa de Promoción de Alimentos en el Exterior (Promex).
Entre 2002 y 2012 fue coordinador general de la Unidad Ejecutora del Proyecto de Transporte Urbano de Buenos Aires (PTUBA) de la Secretaría de Transporte de la Nación, proyecto en el que participó el Banco Mundial mediante un préstamo para obras viales.